# Língua atayal
A Língua Atayal é falada pelo povo Atayal (povo) de Taiwan. Os maiores dialetos são Squliq e C’uli’ (ou Ts’ole’, que inclui o bem documentado dialeto Mayrinax).

## Classificação
Atayal faz parte do Grupo “Formosa” das Línguas austronésias, sendo falada no centro e norte de Taiwan ao longo das montanhas Hsuehshan por cerca de 84 mil pessoas.
Outros nomes da língua: Tayal, Tyal, Taiyal, Ataiyal, Attayal, Taijyal, Bonotsek, Shabogala, Takonaans ou Tangao Yukaans. É chamada 泰雅語 (tàiyăyŭ) em Chinês.

## Escrita
Atayal é escrita com o Alfabeto latino numa forma específica.
- Vogais: ə, a, e, i, ii, o, u, uu
- Consoantes são as do Alfabeto Latino, porém, sem as letras C, D, F, J'; há ainda consoantes para os 3 sons Ñ, Ts/C, ?/

Há um Dicionário “Atayal-Inglês” escrito por  Søren Egerod e algumas gramáticas Atayatal. Em 2002, uma Bíblia foi publicada. Em 1990 um bom número de escolas em Wulai (Condado de Taipei), onde a maioria dos alunos são Atayal, começou a ensinar a língua Atayal em lições extracuriculares.

## Fonologia

Povo Atayal vive no centro e norte de Taiwan, nas montanhas Hsuehshan. Mostram-se os dois maiores grupos de dialetos Atayal

### Vogais
|         | Frontal | Central | Posterior |
| ------- | ------- | ------- | --------- |
| Alta    | i iː    |         | u uː      |
| Frontal | e       | ə       | o         |
| Baixa   |         | a       |           |

### Consoantes
|           |                  | Bilabial | Alveolar | Palatal | Velar | Uvular | Glotal |
| --------- | ---------------- | -------- | -------- | ------- | ----- | ------ | ------ |
| Stop      | Stop             | p        | t        |         | k     | q      | ʔ      |
| Africada  | Africada         |          | ts       |         |       |        |        |
| Fricativa | Consoante Muda   |          | s        |         | x     |        | h      |
| Fricativa | Consoante Sonora | β        |          |         | ɣ     |        |        |
| Nasal     | Nasal            | m        | n        |         | ŋ     |        |        |
| Lateral   | Lateral          |          | l        |         |       |        |        |
| Flap      | Flap             |          | ɾ        |         |       |        |        |
| Vibrante  | Vibrante         |          | r        |         |       |        |        |
| Semivogal | Semivogal        | w        |          | j       |       |        |        |